# Antoine Tassy
Antoine Tassy (ur. 26 marca 1924, zm. 3 marca 1991) – haitański trener piłkarski, za którego kadencji w latach 1965-1975 reprezentacja Haiti osiągnęła największe sukcesy w swojej historii, czego dowodem był udział w Mistrzostwach Świata w 1974 roku.
W roku 1971 Antoine Tassy odniósł pierwszy wielki sukces z reprezentacją Haiti w postaci wicemistrzostwa strefy CONCACAF. Haiti było jedynie gorsze od reprezentacji Meksyku.
Dwa lata później Haiti odniosło jeszcze większy sukces, wygrywając Mistrzostwa CONCACAF. Wygranie mistrzostw oznaczało jednocześnie awans do mistrzostw świata 1974 w RFN.
Reprezentacja Haiti przegrała w Mundialu w roku 1974 wszystkie trzy mecze, z Włochami 1-3, Polską 0-7 i Argentyną 1-4.